# Campo volcánico de Azrú
El campo volcánico de Azrú es un campo volcánico de Marruecos, cercano a Ifrane en el Atlas Medio. Calderas y conos volcánicos caracterizan el campo en el área de  Azrú. y geológicamente se formaron del Plioceno al Pleistoceno.
La actividad volcánica se produjo hasta hace 600 000 años y están presentes varias características volcánicas recientes.